# La Vallée de Jacmel
La sección de La Vallée de Jacmel (también denominada Muzac) es una sección de comuna que forma parte de la comuna haitiana de La Vallée.

## Demografía
| Gráfica de evolución demográfica de La Vallée de Jacmel entre 2009 y 2015 |
|                                                                           |

Los datos demográficos contemplados en este gráfico de la sección de comuna de La Vallée de Jacmel son estimaciones que se han cogido para los años 2009, 2012 y 2015 de la página del Instituto Haitiano de Estadística e Informática (IHSI). 